# Скала на Сафир-Симпсън
| Категория | Скорост на вятъра | Повишение на нивото на водите |
| --------- | ----------------- | ----------------------------- |
| 5         | > 249 km/h        | > 5,5 m                       |
| 4         | 210 – 249 km/h    | 4 – 5,5 m                     |
| 3         | 178 – 209 km/h    | 2,7 – 3,7 m                   |
| 2         | 154 – 177 km/h    | 1,8 – 2,4 m                   |
| 1         | 119 – 153 km/h    | 1,2 – 1,5 m                   |

Скалата на Сафир-Симпсън е скала за определяне на силата на тропическите циклони в по-голямата част от Западното полукълбо, когато надхвърлят силата на тропически депресии и тропически бури и се превърнат в урагани. Скалата разделя ураганите на 5 категории, разграничавайки ги по силата на техните постоянни ветрове. За да бъде определен за ураган, тропическият циклон трябва да има най-силни постоянни ветрове от най-малко 119 km/h (34 m/s). С категория 5 по скалата на Сафир-Симпсън се класифицират ураганите, които превишат ветрове от 249 km/h.
Категориите по скалата са предназначени предимно за измерване на потенциалните щети и наводенения, които ураганът ще предизвика, докато е на сушата, въпреки че са били критикувани като твърде прости. Официално, скалата на Сафир-Симпсън се използва за урагани, формирани в Атлантическия океан и северния Пасифик, източно от Международната линия за смяна на датата. Другите райони в света, които са под въздействието на такива бури, използват други скали и категории, за да ги определят. В зависимост от това кой е районът, тези бури се наричат „циклони“ и „тайфуни“.

## Категории
Скалата разделя ураганите в пет различни категории въз основа на вятъра, атмосферното налягане и повишаването на нивото на водите. Американският национален център по ураганите определя ураганите от категория 3, 4 и 5 като значителни урагани.

### Категория 1
| Постоянни ветрове              | 33 – 42 m/s    | Ураганът Гастън приближава сушата |
| Постоянни ветрове              | 119 – 153 km/h | Ураганът Гастън приближава сушата |
| Повишаване на нивото на водите | 1,2 – 1,5 m    | Ураганът Гастън приближава сушата |
| Атмосферно налягане            | 980 – 989 bar  | Ураганът Гастън приближава сушата |

Ураганите от първа категория обикновено не причиняват значителни щети на постройките, но могат да изкореняват дървета. Керемиди и дъски от лошо проектирани покриви могат да бъдат отвяни. Тези урагани също понякога предизвикват наводнения по крайбрежията и причиняват малки щети на пристанищата.
Примери за такива урагани са: Алис през 1954, Дани през 1985, Джери през 1989, Исмаел през 1995, Гастън (на снимката) през 2004, Умберто през 2007, Борис през 2008 и Берта 2008.

### Категория 2
| Постоянни ветрове              | 43 – 49 m/s    | Ураганът Алма приближава сушата |
| Постоянни ветрове              | 154 – 177 km/h | Ураганът Алма приближава сушата |
| Повишаване на нивото на водите | 1,8 – 2,4 m    | Ураганът Алма приближава сушата |
| Атмосферно налягане            | 965 – 979 bar  | Ураганът Алма приближава сушата |

Урагани от втора категория могат да нанесат щети на покриви и лошо проектирани врати и прозорци. Значителни щети ураганът нанася на земеделските култури и растителността, някои пътни знаци и пристанищата.
Примери за урагани от втора категория са ураганът Карол през 1954, Диана през 1990, Ерин през 1995, Алма през 1996, Марти и Хуан през 2003 и Доли през 2008.

### Категория 3
| Постоянни ветрове              | 50 – 58 m/s    | Ураганът Алисия наближава Тексас |
| Постоянни ветрове              | 178 – 209 km/h | Ураганът Алисия наближава Тексас |
| Повишаване на нивото на водите | 2,7 – 3,7 m    | Ураганът Алисия наближава Тексас |
| Атмосферно налягане            | 945 – 964 bar  | Ураганът Алисия наближава Тексас |

Урагани от трета категория, както и урагани с по-голяма сила, получават названието значителни урагани, когато са разположени в Атлантическия океан и източната част на Тихия океан. Тези урагани могат да причинят повреди на малки и стандартни жилища. Обикновено ураган от такава категория разрушава сгради без стабилна основа. Наводнененията близо до брега, предизвикани от повишаването на нивото на водите, разрушават по-малките постройки, докато плаващи отломки удрят по-големите. Допълнително, теренът може да бъде наводнен сериозно дори и далеч от брега.
Примери за урагани от трета категория за ураганите Алма (1996), Алисия (1983), Фран (1996), Исидор (2002), Джийн (2004) и Лейн (2006).

### Категория 4
| Постоянни ветрове              | 59 – 69 m/s    | Ураганът Иники бушува на Хавайските острови |
| Постоянни ветрове              | 210 – 249 km/h | Ураганът Иники бушува на Хавайските острови |
| Повишаване на нивото на водите | 4 – 5,5 m      | Ураганът Иники бушува на Хавайските острови |
| Атмосферно налягане            | 920 – 944 bar  | Ураганът Иники бушува на Хавайските острови |

Ураганите от четвърта категория могат да предизвикат по-големи повреди на неносещите стени и технически поражения на покривите на малките резиденции. Тези урагани предизвикват ерозия на плажовете. Дори и далеч от брега, теренът може да бъде силно наводнен поради голямото повишаване на нивото на водите от 4 до 5,5 m. Ветровете на ураган от четвърта категория, със скорост над 210 km/h изкореняват дървета, нанасят щети на сградите, покривите, пристанищата, бензиностанциите. Ураганите от такава категория са много опасни за населените места. Примери за такива урагани са ураганите Иники (на снимката) през 1992, Ирис през 2001, Чарли през 2004 и Густав през 2008.

### Категория 5
| Постоянни ветрове              | над 69 m/s   | Ураганът Гилбърт, преди да достигне максималната си сила |
| Постоянни ветрове              | над 249 km/h | Ураганът Гилбърт, преди да достигне максималната си сила |
| Повишаване на нивото на водите | над 5,5 m    | Ураганът Гилбърт, преди да достигне максималната си сила |
| Атмосферно налягане            | под 920 bar  | Ураганът Гилбърт, преди да достигне максималната си сила |

Ураган от такава категория разрушава почти всичко по пътя си. След преминаването на такъв ураган много постройки и керемидени покриви са разрушени. Чупят се прозорци, врати, срутват се някои стени. Повишаването на нивото на водите с над 5,5 m води до наводнение в крайбрежните райони и в приземните етажи на сградите. При преминаване на такъв ураган покрай населени места се изисква евакуация на населението.
Примери за такива урагани са ураганите Андрю през 1992, Дийн и Феликс през 2007, Катрина през 2005 и Ирма през 2017.